# Marco Rojas
Marco Rojas (nascut el 5 de novembre de 1991) és un futbolista neozelandès que actualment juga pel VfB Stuttgart de la Lliga alemanya de futbol. És d'origen xilè.

## Trajectòria per club
Inicià la seva carrera futbolística amb l'equip juvenil del Waikato FC. La temporada 2008-2009 va passar a formar part de l'equip professional del club. El 9 de novembre de 2008 debutà en un partit contra el Hawke's Bay United en què el club perdé per un 2 a 1. Un mes després, el 21 de desembre, marcà un gol pel Waikato FC en un partit victoriós contra el Team Wellington.
La temporada 2009-2010 va ser ofert un contracte de dos anys amb el Wellington Phoenix. El 13 de setembre de 2009, amb 17 anys, debutà pel club a l'entrar com a substitut en el 77è minut. El 18 de desembre de 2010 va marcar el seu primer gol pel club en un partit contra el Newcastle Jets. Amb el Wellington Phoenix acabà marcant 2 gols en 21 partits en total.
El 18 de març de 2011 el Melbourne Victory va fitxar a Marco Rojas per un contracte de dos anys. El 8 d'octubre d'aquell mateix any debutà pel Melbourne Victory en el primer partit de la temporada, contra el Sydney FC. Des d'aleshores Rojas ha jugat en 23 partits pel club australià.
Rojas jugà amb la selecció neozelandesa sub-20 l'abril de 2011 en el Campionat Sub-20 de l'OFC de 2011. Rojas jugà en cadascun dels quatre partits del campionat, ajudant a la selecció neozelandesa guanyar-la. El maig participà en la Copa Suwon de 2011 a Corea del Sud; Nova Zelanda quedà en quart lloc.
Rojas jugà amb la selecció neozelandesa sub-20 l'abril de 2011 en el Campionat Sub-20 de l'OFC de 2011. Rojas jugà en cadascun dels quatre partits del campionat, ajudant a la selecció neozelandesa guanyar-la. El maig participà en la Copa Suwon de 2011 a Corea del Sud; Nova Zelanda quedà en quart lloc.
El juliol de 2011 se n'anà a Colòmbia per a participar en la Copa del Món de Futbol Sub-20 de 2011. Rojas acabà jugant en dos partits, en el partit contra l'Uruguai (1–1) i contra Portugal (victòria 1–0 pels portuguesos).
Amb la selecció neozelandesa oficial ha participat en 9 partits. Ha jugat en 5 partits amistosos. El juny de 2012 a Salomó, Rojas participà en quatre partits a la Copa de Nacions de l'OFC de 2012.
Va ser seleccionat com a part de la selecció olímpica neozelandesa el juny de 2012 que participarà en els Jocs Olímpics de Londres 2012.

## Palmarès
- Campionat Sub-20 de l'OFC (1): 2011.